# 제 애공
제 애공(齊 哀公, ? ~ 기원전 878년?)은 제나라의 제5대 후작이다. 이름은 불신(不辰)이다.

## 생애
아버지 계공이 죽자 뒤를 이었다. 서주 이왕 3년에 기후(紀侯)의 참소를 받고 주나라의 서울 호경으로 끌려간 뒤 팽형에 처해졌으며, 이왕은 애공의 이복동생 정을 제후로 세웠다.

## 가족
- 계공 자모 (아버지)
  - 애공 불진
  - 호공 정 (이복동생)
  - 헌공 산 (동복동생)